# Asten (Austria)
Asten è un comune austriaco di 6 369 abitanti nel distretto di Linz-Land, in Alta Austria; ha lo status di comune mercato (Marktgemeinde).